# Valutico
Valutico es una plataforma en la web que proporciona a la industria de los servicios financieros y a los profesionales de la valoración herramientas basadas en datos para realizar análisis de valoración.
La sede de la empresa está localizada en Viena, Austria con subsidiarios en los Estados Unidos y Reino Unido.

## La historia
Valutico fue formada en 2014 en Viena, Austria, por Paul Resch, quien se unió con sus cofundadores Markus Klepp y Alexander Lachiger.
El primer prototipo de la plataforma fue creado durante 2015 y 2016. Durante el desarrollo del prototipo inicial, la empresa ha estado trabajando en estrecha colaboración con instituciones académicas e investigadores líderes.
En 2017, Valutico integró bases de datos financieras y en el fin del año lanzó su completa herramienta de valoración basada en la web.
Durante 2018, la empresa aumentó su equipo y se expandió en la región de DACH.
En 2019 Valutico se estableció en la oficina de Londres y empezó la expansión en el a través de EMEA y EE. UU.
En 2020, en los Estados Unidos la empresa lanzó el producto y lo adaptó a los requisitos de los diferentes mercados. Después de la clausura de las oficinas por el COVID, la empresa adoptó un primer equipo remoto y comenzó a contratar miembros del equipo en todo el mundo.
En 2021, la empresa lanzó Valutico v3.0, que trajo consigo un rendimiento mejorado, nuevas funciones y una escalabilidad mejorada de los sistemas de la empresa.
La empresa también aumentó su primera ronda externa de financiamiento con la firma de capital de riesgo Push Ventures.
En 2022, Valutico firmó nuevas alianzas con diferentes redes empresariales en las áreas de M&A, contabilidad, impuestos y auditoría.

## Los premios
En diciembre de 2021, Valutico fue premiado como "El mejor proyecto de tecnología fiscal" por Tax Tech Award.